# 시라베 아코
시라베 아코(일본어: 調辺 アコ, 한국명: 안소희)는 토에이 애니메이션의 프리큐어 시리즈 《스위트 프리큐어♪》에 등장하는 가공의 인물이다. 애니메이션에서 목소리를 연기한 성우는 일본판은 오오쿠보 루미, 한국판은 이재현이다.

## 개요
큐어 뮤즈로 변신하며, 변신 시 파트너는 페어리톤의 도도리. "렛츠 플레이! 프리큐어 모듈레이션!"이라고 외치며 변신한다.

### 인물
시립 카논 초등학교 3학년. 미나미노 카나데의 동생인 미나미노 소타와 같은 반이며, 주황색 긴 단발머리에 빨간색 반테의 안경과 멜빵바지가 특징.
4명 중에서는 나이는 제일 어리지만, 오히려 가장 어른스럽고 깔끔한 면을 보일 때가 많다. 언제나 무표정에 무뚝뚝하고 직설적인 말투를 사용하며, 자기보다 연상인 호죠 히비키와 카나데에게 독설을 서슴지 않는 등 조금 건방지고 버릇 없게 구는 경향이 있었지만, 나중에는 부드러운 표정도 보이게 된다.
사실 그 정체는 메이저 랜드의 국왕 메피스토와 아프로디테 사이에서 태어난 메이저 랜드의 공주로, 악에 물든 아버지를 구하기 위해 당초에는 가면 쓴 수수께끼 프리큐어로서 행동하였지만, 나중에 아버지가 본래의 착하고 순수한 마음을 되찾은 후에는 가면을 벗고 히비키 일행과 같이 싸우게 된다.
나이는 어리지만 신체능력은 높고, 모두를 놀랠 정도로 운동신경도 뛰어나다. 손재주도 좋으며 오토키치 인형의 지갑도 아코의 솜씨.

## 큐어 뮤즈
11화부터 등장한 4번째 멤버.
처음에는 가면을 쓰고 정체를 숨기고 있었기 때문에 프리큐어 중 유일하게 두개의 모습을 가지고 있으며, 여기서 편의상 가면 쓴 모습을 '검은 뮤즈(黒ミューズ)'로 칭한다. 일반적인 특징은 이마의 중앙에 붉은 하트 마크의 장식이 있으며, 눈동자의 색 또한 변신 전의 주황색에서 자주색으로 바뀌는 본 작품은 물론 넓게 봐서 프리큐어 시리즈 내에서도 가장 뚜렷한 변화를 보이는게 특징.

### 검은 뮤즈
복장의 기본 테마색은 검은색이며, 얼굴의 절반을 가린 가면과 온 몸을 감싼 길다랗고 큰 망토가 특징. 전신은 검은색 바디슈트 스타일에 다른 프리큐어와 달리 스커트를 입지 않고, 키높이 부츠를 신었기 때문에 멜로디 일행과 비슷 할 정도다.
네가톤의 행동반경을 모두 꿰뚫어보고있으며, 발차기 기술 위주의 리드미컬한 전법을 자랑한다. 전투력도 상당히 높지만, 스스로 네가톤을 정화하는 듯한 묘사는 비춰지지않고, 어디까지나 보조해주는 역할만 했다.

### 본 모습
"손끝에서 울려퍼지는 여신의(신비로운) 음조! 큐어 뮤즈!" (爪弾くは女神の調べ! キュアミューズ!) 이미지 색은 노란색.
변신 후 복장의 기본 테마색은 노란색이며, 변신 전의 단발에서 장발로 바뀌고 머리색도 더 선명해져, 좌우로 갈라진 주홍빛 도는 진한 금발이 특징. 신장은 검은 뮤즈 때와 달리, 변신 전 본래의 아코와 가깝다. 검은 뮤즈 때와 반대로 다른 프리큐어들과 외관상 공통점은 늘었지만, 스커트가 다른 3명과 달리 통이 좁아진 벌룬 스커트의 형태를 띠우며, 세세한 곳에서 차이를 보인다.
전투력은 가면 쓸 때처럼 똑같이 높고, 무지개색 건반을 발판으로 하여 공중에서 방향을 전환하는 등 곡예같은 동작도 보여준다. 다른 프리큐어들과 달리 필살기를 발동시키는 아이템이 없으며, 기술은 모듀레에 시리를 장착시켜서 발동시킨다. 구호는 전부 "시의 음표의 샤이닝 멜로디!"(シの音符のシャイニングメロディ!)이다.
기술
- 프리큐어 샤이닝 서클
  - 시리의 힘이 투영된 모듀레의 힘으로 4명의 환영을 만들어, 오망성(五芒星)같은 서클을 그려 적을 구속시킨다.

필살기
- 프리큐어 스파클링 샤워[4]
  - 시리(DS판에서는 도도리)의 힘이 투영된 모듀레의 힘으로 대량의 음표형의 거품을 만들어, 이를 내던져서 네가톤을 감싸서 정화하는 기술. 다른 프리큐어처럼 "삼박자! 하나, 둘, 셋!"(三拍子! 1･2･3!)에서 "피날레!"(フィナーレ!)의 구호가 마지막에 들어간다. 한개의 거대화한 음표형의 거품을 던지면서 공격하는 것도 가능하다.